# Niptus
Niptus is een geslacht van kevers uit de  familie van de klopkevers (Ptinidae).

## Soorten
- Niptus abditus Brown, 1959
- Niptus absconditus Spilman, 1968
- Niptus abstrusus Spilman, 1968
- Niptus arcanus Aalbu & Andrews, 1992
- Niptus denserugosus Haupt, 1956
- Niptus giulianii Aalbu & Andrews, 1992
- Niptus helleri Reitter, 1877
- Niptus hololeucus (Falderman, 1835) – Messingkever
- Niptus maximus Pic, 1908
- Niptus neotomae Aalbu & Andrews, 1992
- Niptus oripennis Reitter, 1884
- Niptus rugosopunctatus Haupt, 1956
- Niptus schmidti (Fairmaire, 1878)
- Niptus sleeperi Aalbu & Andrews, 1992
- Niptus testaceus Pic, 1944
- Niptus tournoueri Pic, 1917
- Niptus ventriculus LeConte, 1859